# Тертл-Лейк (тауншип, округ Белтрами, Миннесота)
Тертл-Лейк (англ. Turtle Lake) — тауншип в округе Белтрами, Миннесота, США. На 2000 год его население составило 1122 человека.

## География
По данным Бюро переписи населения США площадь тауншипа составляет 93,8 км², из которых 74,3 км² занимает суша, а 19,5 км² — вода (20,80 %).

## Демография
По данным переписи населения 2000 года здесь находились 1122 человека, 429 домохозяйств и 343 семьи.  Плотность населения —  15,1 чел./км².  На территории тауншипа расположено 570 построек со средней плотностью 7,7 построек на один квадратный километр. Расовый состав населения: 95,10 % белых, 0,18 % афроамериканцев, 2,05 % коренных американцев, 0,80 % азиатов, 0,09 % — других рас США и 1,78 % приходится на две или более других рас. Испанцы или латиноамериканцы любой расы составляли 0,27 % от популяции тауншипа.
Из 429 домохозяйств в 33,6 % воспитывались дети до 18 лет, в 71,8 % проживали супружеские пары, в 3,5 % проживали незамужние женщины и в 20,0 % домохозяйств проживали несемейные люди. 16,6 % домохозяйств состояли из одного человека, при том 5,1 % из — одиноких пожилых людей старше 65 лет. Средний размер домохозяйства — 2,60, а семьи — 2,91 человека.
25,8 % населения — младше 18 лет, 4,4 % — в возрасте от 18 до 24 лет, 25,7 % — от 25 до 44, 31,9 % — от 45 до 64, и 12,2 % — старше 65 лет. Средний возраст — 42 года. На каждые 100 женщин приходилось 104,4 мужчин.  На каждые 100 женщин старше 18 приходилось 108,5 мужчин.
Средний годовой доход домохозяйства составлял 52 857 долларов, а средний годовой доход семьи —  59 500 долларов. Средний доход мужчин —  36 964  доллара, в то время как у женщин — 26 731. Доход на душу населения составил 23 770 долларов. За чертой бедности находились 3,1 % семей и 6,6 % всего населения тауншипа, из которых 7,0 % младше 18 и 10,7 % старше 65 лет.